# Servi Sulpici (sacerdot)
Servi Sulpici (llatí: Servius Sulpicius) fou un sacerdot romà. Era Curió Màxim quan va morir el 463 aC a causa d'una epidèmia de pesta. Ho esmenta Tit Livi.